# Andéramboukane
Andéramboukane is een gemeente (commune) in de regio Gao in Mali. De gemeente telt 18.000 inwoners (2009).